# Hulypegis procopialis
Hulypegis procopialis là một loài bướm đêm trong họ Noctuidae.